# 로닌 (영화)
《로닌》(영어: Ronin)은 미국에서 제작된 존 프랭컨하이머 감독의 1998년 액션 스릴러 영화이다. 로버트 드니로, 장 레노, 너태샤 매컬혼, 스텔란 스카르스고르드, 숀 빈, 조너선 프라이스 등이 출연하였고, 프랭크 맨쿠소 주니어 등이 제작에 참여하였다. 제목은 극중에서 언급되는 47인의 로닌들을 가리킨다.

## 줄거리
IRA 일부 단원의 의뢰로 전직 정부 기관 요원들과 군인 출신 용병들이 모여 중무장된 수송차에서 철제 가방을 훔치기로 한다. 작전 자체는 성공하지만 러시안 마피아 역시 이 가방을 노리는 가운데 내부의 배신이 이어지는데...

## 출연진
- 로버트 드니로 - 샘 역: 과거 CIA 일을 한 미국인 용병.
- 장 레노 - 뱅상 역: 프랑스인 명사수.
- 너태샤 매컬혼 - 디어드러 역: IRA 첩보원.
- 스텔란 스카르스고르드 - 그레고르 역: 과거 KGB 일을 한 독일인 컴퓨터 전문가.
- 숀 빈 - 스펜스 역: 과거 SAS 일을 했다는 영국인 화기 전문가.
- 조너선 프라이스 - 셰이머스 오로크 역: 독자 행동 중인 디어드러의 참모.
- 스킵 서더스 - 래리 역: 미국인. 팀 운전수.
- 마이쾰 롱스달 - 장피에르 역: 뱅상의 동료.
- 카타리나 비트 - 나타샤 키릴로바 역: 올림픽과 세계 선수권 대회에서 우승한 러시아인 피겨 스케이터. 러시안 마피아 미키의 여자친구.

## 기타 제작진
- 보조 제작: 에설 와이넌트
- 배역: 어맨다 매키 존슨, 캐시 샌드리치, 마르고 카플리에
- 미술: 마이클 Z. 해넌
- 의상: 메이 루스

## 우리말 녹음
MBC 성우진 (2001년 1월 26일)
- 김기현 - 뱅상 (장 레노)
- 박조호 - 샘 (로버트 드니로)
- 황일청
- 이도련
- 권혁수
- 이미자
- 황윤걸
- 안장혁
- 이상범
- 김서영
- 이상훈
- 최한